# Hlînske, Nemîriv
Hlînske (în ucraineană Глинське) este un sat în comuna Novoselivka din raionul Nemîriv, regiunea Vinnița, Ucraina.

## Demografie
Componența lingvistică a localității Hlînske
     Ucraineană (97,87%)
     Rusă (2,13%)
Conform recensământului din 2001, majoritatea populației localității Hlînske era vorbitoare de ucraineană (97,87%), existând în minoritate și vorbitori de rusă (2,13%).